# لوئیس آئورا
لوئیس آئورا (به انگلیسی: Louis Aura) یک کشتی است که طول آن ۱۶۰٫۱۱ متر (۵۲۵ فوت ۴ اینچ) می‌باشد.